# Шарена џамија
Шарена џамија је џамија која се налази у близини реке Пене у Тетову, Северна Македонија. Првобитно је изграђена 1438. године, а касније је обновљена 1833. од стране Абдурахман-паше.

## Историја
Шарена џамија је првобитно изграђена 1438. године, а главни архитекта је Исак Бег.
Већина џамија тог периода била је финансирана од стране султана, бегова и паша, али су Шарену џамију финансирале две сестре из Тетова. Као што је случај са већином џамија, хамам је изграђен у близини ње, поред реке.
На плацу су се налазили конак и купатило, са друге стране реке. Садашње двориште је испуњено цвећем, фонтаном и турбетом. Октагонално турбе је коначно почивалиште Хуршиде и Менсуре, две сестре које су финансирале изградњу џамије 1438. године.
Абдурахман паша, велики љубитељ уметности, реконструисао је Шарену џамију 1833.
Године 1991, Исламска заједница у Тетову изградила је зидове око џамије у класичном османском стилу.
Током 2010, завршено је реновирање спољашње фасаде, а донацијом Стејт дипартмента САД од €94.700, фасада је рестаурирана и заштићена.

## Архитектура
Шарена џамија је богато осликана јарким цветним дезенима, што није уобичајено за традиционално османско осликавање унутрашњости џамија.
Више од 30.000 јаја било је употребљено за припрему боја и глазура које су искоришћене у декорацији. Још једна одлика шарене џамије, која је издваја од других џамија османског периода, је та да она нема препознатљиву куполу која је важан део ране константинопољске османске архитектуре.
Основна карактеристичност ове џамије су њене осликане декорације. Абдурахман паша је у ту сврху ангажовао уметнике из Дебара који су орнаменте осликали уљаним бојама. Уз геометријске и флоралне орнаменте, могу се уочити и пејзажни мотиви. Међу осликаним пределима, посебно атрактивно је приказана Мека, што чини редак и можда једини приказ храма муслиманског пророка, Мухамеда, у југоисточној Европи.

## Галерија
- Детаљи осликаних зидова Шарене џамије.
- Двориште.
- Шарена џамија.
- Плафон Шарене џамије.
- Шарена џамија.
- Поглед на женски део Шарене џамије.
- Шарена џамија.
- Михраб.